# Landscheiding Rijnland-Delfland

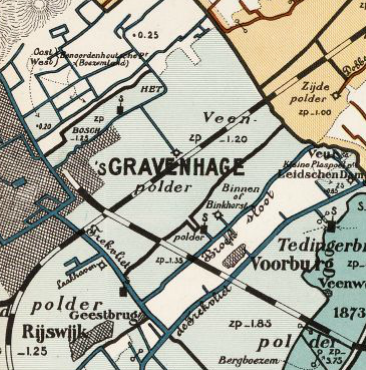
De landscheiding bij Den Haag op de polderkaart van Hoekwater uit 1901 (let op de kleurstelling blauw versus bruin/geel)

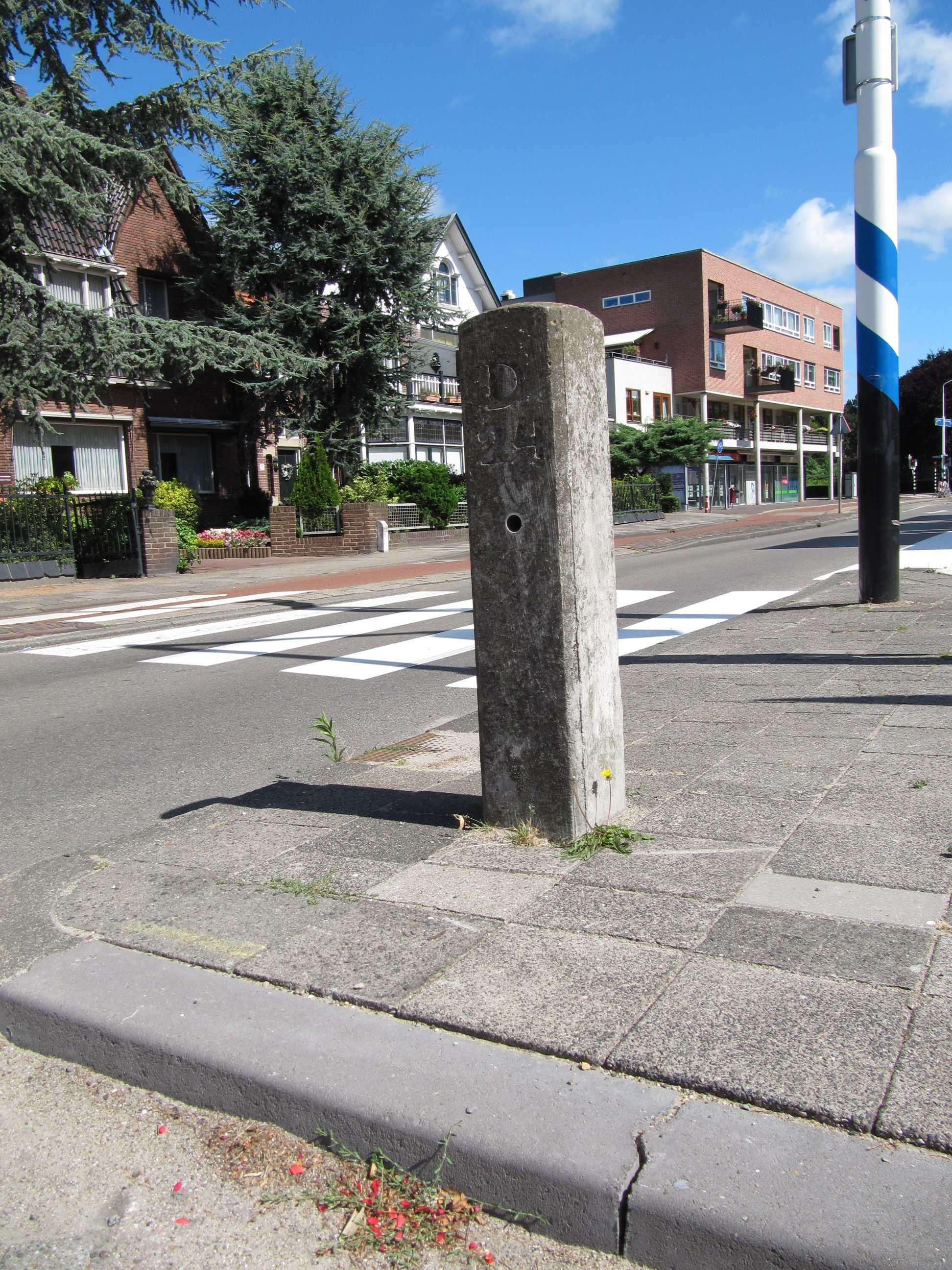
RD24, op de kruising bij Voorburgseweg 1 in Leidschendam het laatste tussenpaaltje, met aan de ene kant RL 24 en aan de andere kant D 24.

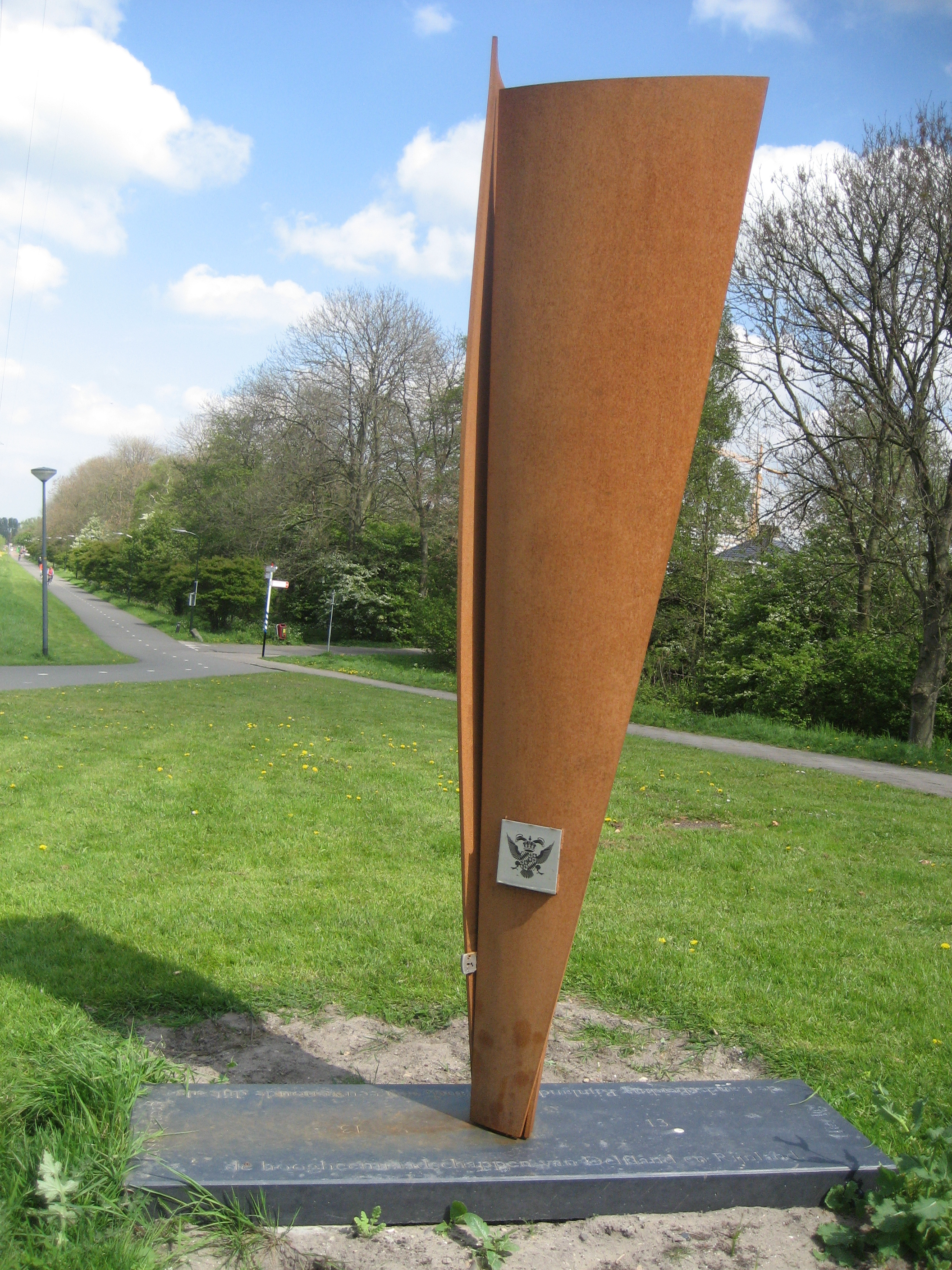
Monument op de grens van de waterschappen Rijnland en Delfland (Zijdepad, Leidschendam)

De Landscheiding Rijnland–Delfland is een Nederlandse dijk die al eeuwenlang de grens vormt tussen de hoogheemraadschappen Delfland en Rijnland. Deze dijk (landscheiding) liep iets ten noorden van Den Haag, langs Leidschendam en Leidschenveen. De Landscheidingsweg volgt, zoals de naam doet vermoeden, een deel van het traject van de dijk.

## Geschiedenis
Reeds in de Romeinse tijd was het afwateringsprobleem bekend; omdat tijdens de aanleg van het Kanaal van Corbulo afwateringsproblemen ontstonden, werd daarom bij het huidige Leidschendam (Rietvink) een dam in de vorm van een overtoom aangelegd. Dit probleem was het gevolg van het doorsnijden van de natuurlijke waterscheiding tussen de stroomgebieden van de (Oude) Rijn en de Maas.
De Landscheiding of Hoevensytwinde (de oude benaming voor deze dijk) is ingesteld door Floris V en wordt voor het eerst vermeld in een charter van 1285. Deze dijk was noodzakelijk om te voorkomen dat water uit het gebied van Rijnland in Delfland wateroverlast zou geven. Het polderpeil in Rijnland was nl. gemiddeld ongeveer 1 meter hoger dan dat in Delfland. Heden ten dage is het peil in Delfland juist hoger dan het peil in Rijnland. Dus ook nu nog moeten in Sluis Leidschendam de schepen worden geschut om een niveauverschil in het boezempeil te overbruggen.
Deze landscheiding was nogal ingrijpend voor het landschap, omdat in de kuststrook een aantal zandruggen van oude duinen noord-zuid georiënteerd zijn, met daartussenin een aantal waterlopen die moesten worden afgedamd, inclusief de Vliet.
In de vijftiende eeuw werd door turfwinning de dijk regelmatig bedreigd. De twee hoogheemraadschappen moesten maatregelen nemen om de Landscheiding te beschermen. Om het traject aan te geven, plaatsten de hoogheemraadschappen een aantal grenspalen. Binnen een bepaalde afstand mocht niet worden gegraven.
Tot ver in de 20e eeuw was de landscheiding duidelijk zichtbaar in het landschap. In de loop der jaren zijn de polders echter opgehoogd, waardoor de oude dijk aan het oog is onttrokken. De gemeente Den Haag heeft een wandelpad aangelegd over de dijk. Aan dit pad zijn informatieborden geplaatst. In Leidschendam is een 17e-eeuwse grenspaal teruggeplaatst (hoek Bachlaan – Koningin Julianaweg).
Tussen het Noordzeestrand en de sluis bij Leidschendam stonden vier grenspalen, met daarop de namen van Delfland en Rijnland en in Romeinse cijfers de volgnummers. Tussen de vier grenspalen stonden 24 kleinere paaltjes met de beginletters van beide waterschappen en nummers. Er zijn nog vier hoofdpalen en tien tussenpalen over.